# Alternanthera radicata
Alternanthera radicata är en amarantväxtart som beskrevs av Joseph Dalton Hooker. Alternanthera radicata ingår i släktet alternanter, och familjen amarantväxter. Inga underarter finns listade i Catalogue of Life.